# Cheikh Raymond
Raymond Leyris, más conocido como Cheikh Raymond, (Batna, 27 de julio de 1912 - Constantina, 22 de junio de 1961) fue un músico judío argelino. Se especializó en música andaluza del este de Argelia (conocido como malouf) y fue un experto virtuoso intérprete (un "gran maestro") de oud (laúd andaluz) y cantante con un rango vocal excepcional y ampliamente respetado por judíos y musulmanes. el título de Cheikh (anciano) como Cheikh Raymond con la fama y el respeto que lo acompañan.

## Argelia a mediados delsigloXX
Argelia a mediados del siglo veinte era un caldo de cultivo para la tensión, la animosidad y, eventualmente, la violencia. En este momento, Argelia tenía una mayoría abrumadora de musulmanes (aproximadamente 9 millones). Muchos de estos musulmanes se enfurecieron por la negligencia del gobierno francés, ya que los musulmanes recibieron derechos y oportunidades limitados en comparación con los judíos y los colonos europeos en Argelia. Cualquier esfuerzo que intentara elevar socialmente a la población musulmán-argelina se frustró rápidamente. Por ejemplo, en 1936 se propuso la Ley de Blum-Violette para otorgar a un número limitado de ciudadanos musulmanes argelinos; El Parlamento rechazó esta ley y nunca la implementó. Muchos musulmanes argelinos se sintieron frustrados con sus circunstancias y los sentimientos nacionales comenzaron a aparecer dentro de la población.

## Vida
El padre de Cheikh Raymond era un judío chawi de Batna, y su madre una ciudadana francesa. Fue abandonado por su madre durante la Primera Guerra Mundial cuando su padre fue asesinado. Fue adoptado por una muy pobre familia argelina judía de Constantino.
Estudió el estilo musical de la música árabe-andaluza o "Malouf"  bajo la dirección de los grandes de la música argelina como Cheikh Chakleb y Cheikh Bestandji y lanzó una famosa carrera musical estableciendo su propia "orquesta Cheikh Raymond" y entre 1956 y 1961 lanzando más de treinta álbumes además de algunos singles.
Los miembros de su orquesta incluyen:
- Sylvain Ghrenassia (un experto violinista)
- Nathan Bentari
- Haim Benbala
- Larbi benamri
- Abdelhak.
- Gaston Ghrenassia (más tarde el renombrado cantante internacional Enrico Macias).

El joven Gaston se unió a la orquesta a la edad de 15 años alentado por su padre Sylvain. Gaston pronto fue apodado "le petit Enrico" por la banda, y Gaston finalmente lo adoptó como su nombre artístico durante su carrera musical en Francia. Gaston pronto se casó con la hija de Cheikh Raymond, Suzy.
Cheikh Raymond fue asesinado el 22 de junio de 1961 por una bala en el cuello, por el Frente de Liberación Nacional mientras compraba en Souk El Asser (Plaza de Négrier) de Constantino durante la guerra de Independencia de Argelia. El objetivo fue  enviar un mensaje de miedo a la comunidad judía existente. El hecho de su muerte tuvo un impacto en la decisión de emigrar a Francia para un gran número de judíos argelinos (incluyendo a su hija Suzy y su yerno Gaston), en vísperas de la independencia de Argelia.